# Oskar Heil
 (septembre 2017).
Si vous disposez d'ouvrages ou d'articles de référence ou si vous connaissez des sites web de qualité traitant du thème abordé ici, merci de compléter l'article en donnant les références utiles à sa vérifiabilité et en les liant à la section « Notes et références ».
Oskar Heil, né le 20 mars 1908 à Langwieden en royaume de Bavière et mort le 15 mai 1994 à San Mateo en Californie, était un ingénieur et inventeur allemand. Il a notamment déposé un brevet décrivant un transistor à effet de champ dans les années 1930 et inventé l'Air Motion Transformer, un type de haut-parleur, dans les années 1970.